# Écart absolu moyen
En statistique, l’écart absolu moyen pour une liste de données numériques {\displaystyle (x_{1},...,x_{n})} est la moyenne arithmétique des valeurs absolues des écarts à un indicateur de tendance centrale, en général la moyenne ou la médiane. 
{\displaystyle {\frac {1}{n}}\sum _{i=1}^{n}\left|x_{i}-{\overline {x}}\right|}.
Cet indicateur de dispersion est homogène avec les valeurs de la liste et a une formulation apparemment plus simple que celle de la variance, mais on lui connait moins de propriétés que cette dernière, en partie du fait de la non-dérivabilité de la valeur absolue en 0.
Ce calcul est relié au problème de régression linéaire lorsqu’on cherche à minimiser la somme des valeurs absolues des distances des points à la droite.